# Schnett
Schnett ist ein Ortsteil der Gemeinde Masserberg im Landkreis Hildburghausen in Thüringen.

## Geografie
Schnett liegt am Südwestrand des Thüringer Waldes am Südhang des rund 780 Meter hohen Simmersbergs in einer Höhe von etwa 720 Metern.

## Geschichte
Schnett wurde 1414 erstmals urkundlich erwähnt. Alte Schreibweisen des Ortsnamens waren Sneid und Schneydt, der Ortsname weist darauf hin, dass an jenem Ort der Wald geschnitten, d. h. gerodet worden war. Eine Kapelle am Ort wurde bereits bei der Ersterwähnung genannt und wurde 1622 durch einen Kirchenneubau ersetzt. Der bestimmende Erwerbszweig am Ort war stets die Forstwirtschaft und die Holzverarbeitung, letztere insbesondere spezialisiert auf Truhenherstellung und Möbelmalerei, später auch Produktion von Zündhölzern und Salbenschachteln. 1666 gab es rund 150 Einwohner, 1853 waren es 687, 1936 waren es rund 1300. Nach 1945 wurde der Ort auch zum Ziel von Fremdenverkehr. 1978 wurde das FDGB-Erholungsheim Kaluga eröffnet.
Schnett gehörte ab 1952 zum Kreis Hildburghausen im Bezirk Suhl. Am 1. April 1997 schlossen sich die bis dahin selbstständigen Gemeinden Fehrenbach, Heubach, Masserberg und Schnett zur Einheitsgemeinde Masserberg zusammen.

## Sehenswürdigkeiten
Die evangelische Kirche St. Oswald geht auf eine 1416 erwähnte und 1622 durch Neubau ersetzte Kapelle zurück. Die heutige Kirche wurde 1810 errichtet.
Auf dem Schnetter Simmersberg stand bis 2021 Thüringens älteste und höchstgelegene Jugendherberge.

## Persönlichkeiten
- Kurt Lauterbach (1921–2010), Basketballtrainer und -funktionär
- Heinz Hergert (* 1936), Fußballspieler in der DDR-Oberliga
- Tim Tscharnke (* 1989), Skilangläufer